# ペドロ1世 (アラゴン王)
ペドロ1世（スペイン語：Pedro I, 1068年頃 - 1104年）は、アラゴン王およびナバラ王（在位：1094年 - 1104年）。アラゴン王サンチョ1世（ナバラ王としてはサンチョ5世）の息子。アルフォンソ1世、ラミロ2世の異母兄。

## 生涯
1094年にウエスカ包囲中に没した父の後を嗣いで王位に即いた。ウエスカ包囲を2年続け1096年に征服、イスラム教勢力に奪い返されていたバルバストロも1100年に再征服した。1104年に死去、1081年にアキテーヌ公ギヨーム8世の娘アニェスと結婚したが、間に生まれた息子ペドロと娘イサベルはそれぞれ1103年と1104年に亡くなり、王位は異母弟のアルフォンソ1世が嗣いだ。

## 子女

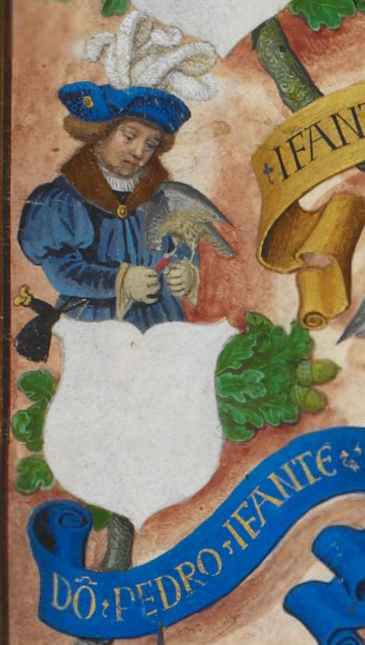
ペドロ（1103年没）
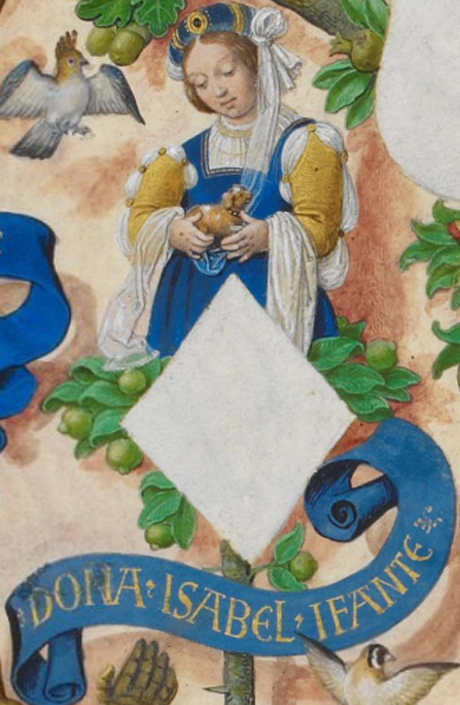
イサベル（1104年没）